# Николо-Вјажишчки манастир
Николо-Вјажишчки манастир (рус. Николо-Вяжищский монастырь) православни је женски манастир Руске православне цркве. Налази се северозападно од Великог Новгорода на подручју села Врјашишчи (на обали реке Верјажа), на подручју Новгородског рејона Новгородске области, на северозападу европског дела Руске Федерације.
Манастир се налази на листи културног наслеђа Руске Федерације под бројем 5310106000.
Манастир су крајем XIV века основала три монаха Јевфросин, Игњатије и Галактион, а први писани подаци о њему датирају из 1411. године када је саграђена дрвена Никољска саборна црква. У летопису из 1417. помиње се градња новог храма на месту претходног који је вероватно изгорео у пожару. Две године касније саграђена је и надвратна црква посвећена преподобном Антонију Великом.
Манастир је затворен 1920. године, а његово имање је предато на управљање локалном колхозу. Једно време манастирски конак је служио као школа.
Манастир је враћен Руској православној цркви 1988. године.
У манастирском комплексу налази се Никољска саборна црква, трпеза са црквама светог Јована Богослова и Вазнесња Господњег (1694—1698). Почетком XVIII века у северном делу манастира су саграђене келије за монахиње и привредна зграда. Дрвену ограду која је првобитно окруживала манастир током XIX века заменио је камени зид.